# Donburi
Donburi (丼 (đảm)/ どんぶり/ ドンブリ nghĩa đen là "cái chén" hay cái thố, thường được rút gọn thành "don", cũng có thể đọc là "domburi") còn được biết đến là Cơm thố Nhật Bản là một món ăn trong chén cơm của ẩm thực Nhật Bản, có cá, thịt, rau củ và các nguyên liệu khác được nấu cùng với gạo. Món Donburi được ăn trong một cái bát ăn cơm to, bát này cũng gọi là donburi. Thỉnh thoảng, donburi cũng được gọi là "cơm mặn" hoặc "cơm ngọt".

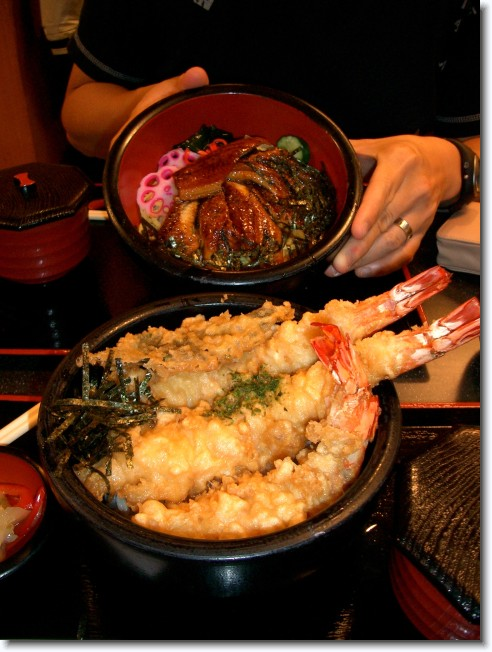
Tendon và Unadon

Các loại nước chấm cho món này khác nhau phụ thuộc vào mùa, nguyên liệu, vùng và khẩu vị. Loại nước chấm điển hình có nước dùng dashi, gia thêm hương vị bằng nước tương và rượu mirin. Tỷ lệ của nước chấm cũng thay đổi, nhưng thường thì tỷ lệ nước dùng dashi gập 3, 4 lần tỷ lệ nước tương và rượu mirin. Đối với món oyakodon (một món cơm gà trứng), Tsuji (1980) đề nghị là nên dùng nước tương vị nhẹ, nước tương vị mạnh và đường. Đối với món gyudon (một món cơm thịt bò), Tsuji khuyên là nên dùng nước tương vị mạnh và rượu mirin.

## Các loại donburi

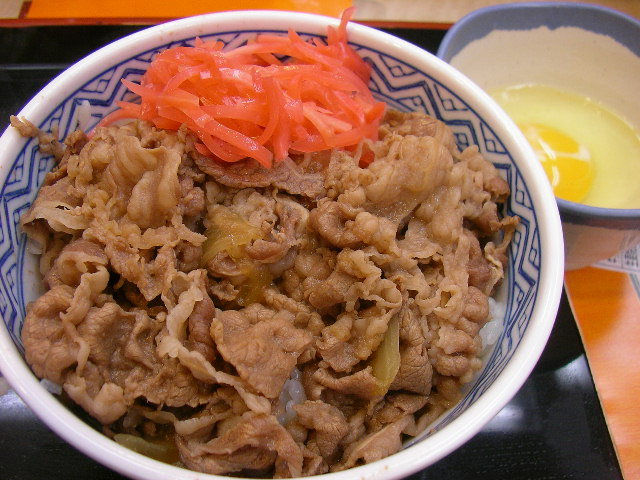
Gyūdon, cơm thịt bò

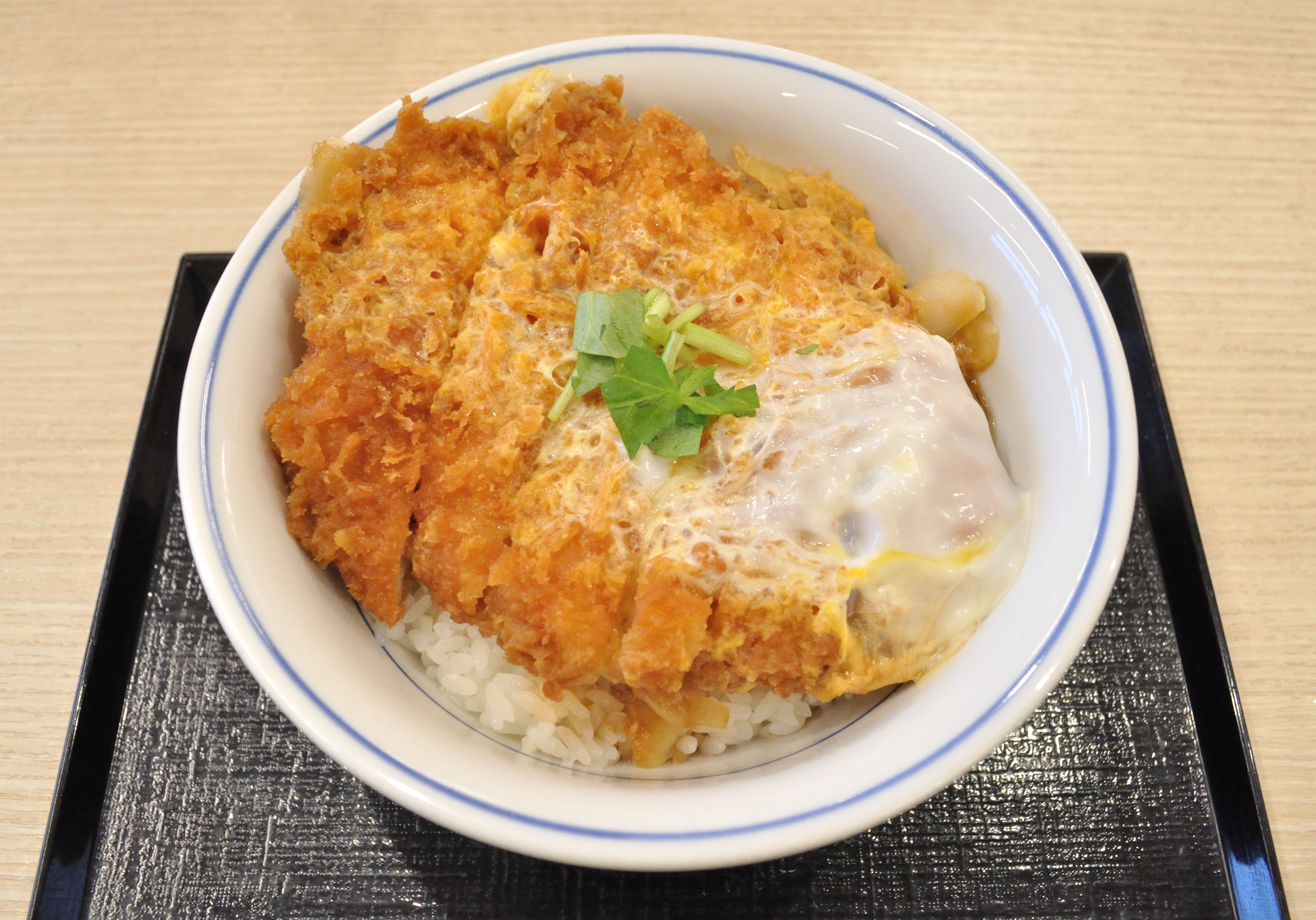
Katsudon

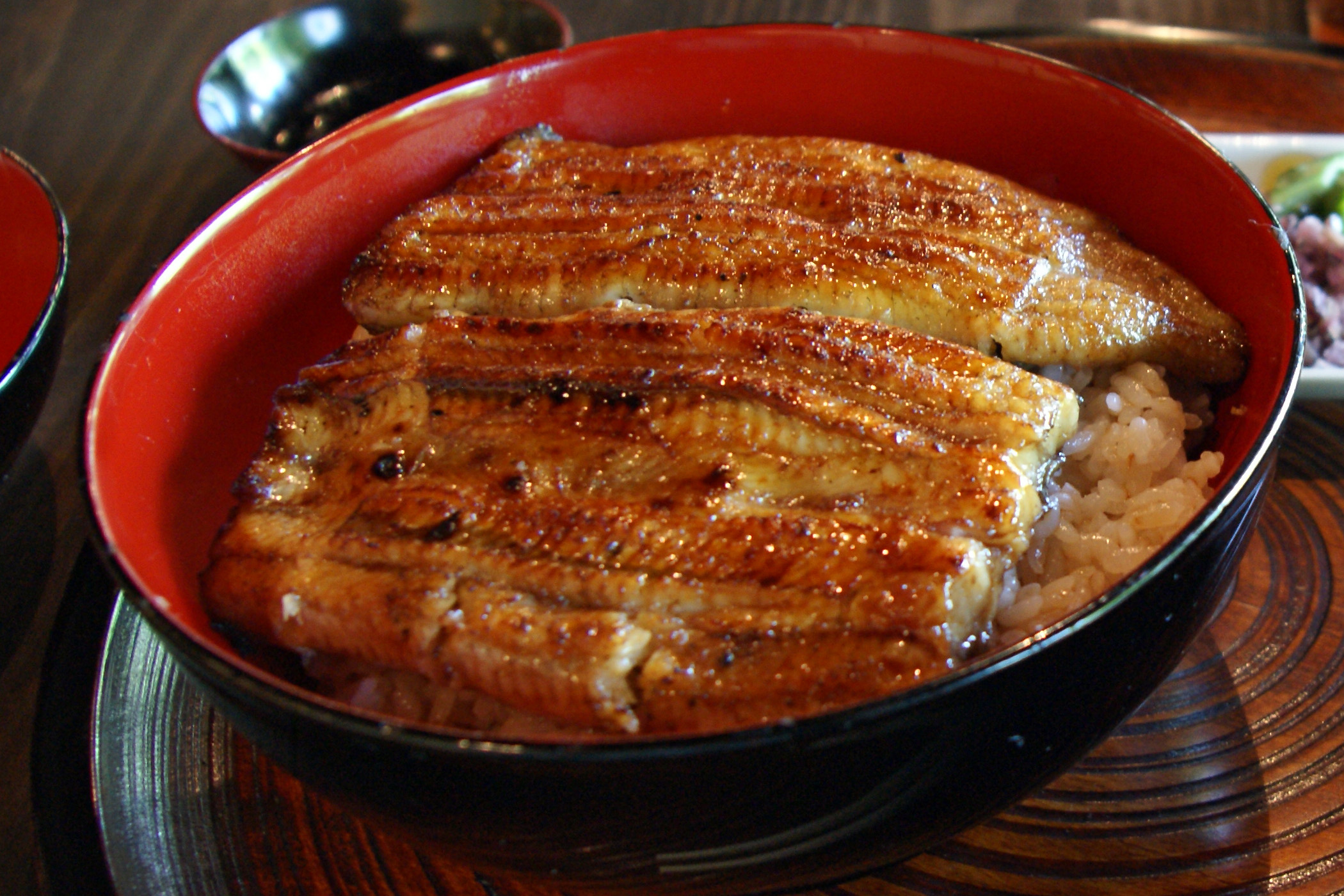
Unadon

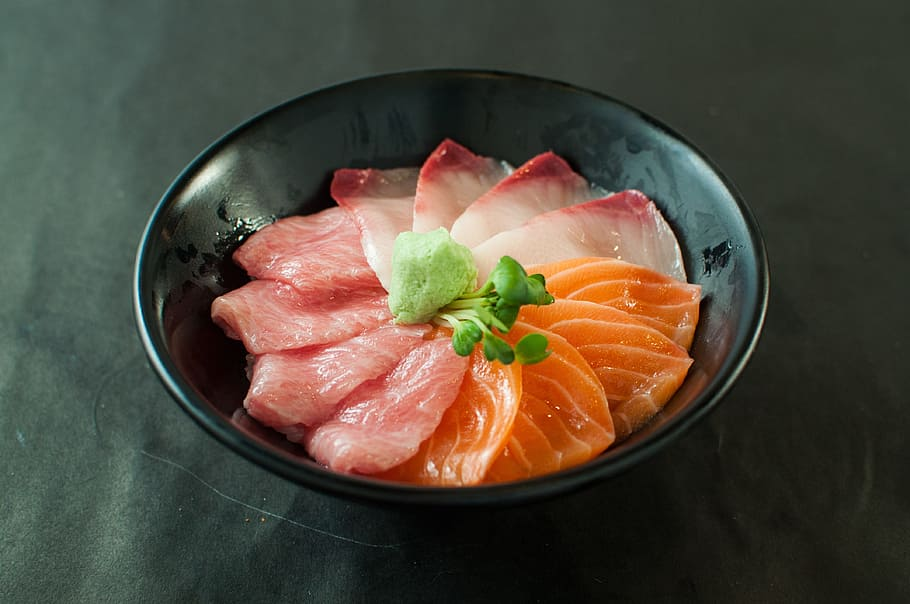
Kaisendon

Các món donburi truyền thống của Nhật Bản gồm:
- Gyūdon (牛丼): cơm thịt bò và hành tây.
- Tendon (天丼): cơm với tôm tempura và rau củ.
- Unadon (鰻丼): cơm ăn với lươn nướng (unagi kabayaki).
- Tamagodon (玉子丼): cơm ăn với sốt donburi ngọt.
- Oyakodon (親子丼) hay Cơm thố mẹ-con: cơm ăn với gà hấp, trứng và hành tây.
- Katsudon (カツ丼): thịt lợn cốt lết chiên xù (tonkatsu), hành tây và trứng ăn với cơm.
- Tekkadon (鉄火丼): cá ngừ tươi cắt lát mỏng ăn kèm với cơm. Loại tekkadon cay được làm từ một hỗn hợp cay bất kì, sốt cam cay hoặc cả hai (thường có cho thêm hành lá).
- Hokkadon: cơm ăn với cá hồi tươi cắt lát mỏng.
- Negitorodon (ネギトロ丼): cá ngừ béo (toro) cắt thành miếng vuông nhỏ và hành lá (negi) được ăn với cơm.
- Tenshindon hay gọi là Tenshin-han (天津丼 / 天津飯): là một đặc sản Hoa-Nhật, gồm có cơm ăn với trứng chiên cua, món ăn này được gọi tên theo tên của thành phố Thiên Tân, Trung Quốc.

Donburi có thể được làm bởi bất cứ nguyên liệu nào, bao gồm cả những thức ăn còn thừa. Các quán ăn giá rẻ Trung Hoa bên Nhật Bản có bán loại chūkadon (中華丼) hay gọi là gomoku-chukadon (五目中華丼)- bát cơm to với rau thịt trộn. Món này không phải là món thuần Hoa hay Nhật; món lai này thể hiện tính phổ biến của donburi ở Nhật Bản.